# Калининск (Томская область)
Калининск — посёлок в Томской области России, входит в состав муниципального образования «Город Кедровый».

## История
Основан в 1910 году.
В 1930—50-х годах Калининск и близлежащие посёлки были местами, куда ссылали заключённых.
В 2005 году здесь открыли памятник жертвам политических репрессий.

## География
Посёлок расположен на левом берегу Чузика (бассейн Оби) в 10 км к западу от Кедрового и в 360 км к северо-западу от Томска. Ниже по течению реки (на северо-востоке) сразу за Калининском расположены населённые пункты Лушниково, Пудино, Останино.

## Население
| 2002 | 2010 | 2012 | 2013 | 2014 | 2015 | 2021 |
| ---- | ---- | ---- | ---- | ---- | ---- | ---- |
| 187  | ↘122 | →122 | ↗123 | ↘108 | ↗109 | ↘40  |